# Скорострелност
Скорострелност – една от основните тактико-технически характеристики на различното въоръжение, определяща ефективността на огъня. Способност на оръжие да произвежда определено количество изстрели за единица време.
Различават се:
- Бойна скорострелност – количеството изстрели в минута, които теоретично могат да се произведат с отчитане на операциите прицелване и презареждане.
- Техническа скорострелност – количеството изстрели в минута, които могат да се произведат без отчитането на прицелване и презареждане.
- Темп на стрелбата – техническа скорострелност на автоматично оръжие при стрелба в автоматичен режим. Например, ако при автомата на Калашников темпа на стрелба е 600 изстр./min, то при непрекъсната стрелба 30 патронния пълнител ще се изразходва за 3 s.

## Типична скорострелност на различните видове оръжия
| Оръжие                             | Скорострелност (число изстрела в минута) | Скорострелност (число изстрела в минута) |
| Оръжие                             | техническа                               | бойна                                    |
| ---------------------------------- | ---------------------------------------- | ---------------------------------------- |
| Картечен пистолет, Автомат         | 400 – 1200                               | 40 – 120                                 |
| Автоматична винтовка               | 400 – 900                                | 40 – 65                                  |
| Лека (ръчна) картечница            | 500 – 1000                               | 60 – 150                                 |
| Тежка картечница                   | 600 – 1500                               | 150 – 300                                |
| Многостволна картечница            | 3000 – 10000                             | 600 – 2000                               |
| Зенитна картечница                 | 500 – 1000                               | 100 – 1000                               |
| Автоматично зенитно оръдие         | 200 – 1000                               | 200 – 1000                               |
| Гаубица, Оръдие, Безоткатно оръдие | 5 – 10                                   | 1,5 – 6                                  |
| Миномет                            | 10 – 25                                  | 5 – 25                                   |